# Pacto de San Miguel de las Lagunas
El Pacto de San Miguel de las Lagunas es un documento de seis páginas firmado el 22 de agosto de 1822 en la localidad argentina de San Miguel aledaña a la zona lagunera de Huanacache en la provincia de Mendoza, cercana a los límites provinciales con San Juan y San Luis.
Refrendaron con su firma el pacto Pedro Molina y su ministro Francisco Delgado, gobernador de Mendoza y ministro respectivamente,el gobernador Pérez de Urdininea y el ministro Del Carril y por San Luis, José Santos Ortiz.
El pacto fue base para la redacción de la Constitución Argentina, en sus seis artículos redactados en forma sencilla se acordó que el 1 de diciembre de ese año se reunirían en la capital de San Luis los diputados, el mismo número de legisladores por provincia que estuvieron reunidos en el congreso de Córdoba y que si se los llamaba para un congreso nacional las partes realizarían una convención para determinar las bases de la conformación de una provincia del Cuyo.
Este pacto fue rechazado posteriormente por la provincia de San Juan y posiblemente nunca considerado por San Luis.